# 136
Cette page concerne l'année 136  du calendrier julien. Pour l'année 136 av. J.-C., voir 136 av. J.-C. Pour le nombre 136, voir 136 (nombre).
L'année 136 est une année bissextile qui commence un samedi.

## Événements
- 1er janvier : début du consulat de Lucius Ceionius Commodus, beau-fils du général Avidius Nigrinus exécuté en 118, et membre du cercle littéraire d'Hadrien[1].
- Avril : le jeune Marcus Verus, protégé de l'empereur Hadrien, fait office de préfet de Rome le temps des fêtes latines d'Albe la Longue (feriae Latinae). C'est probablement à cette époque qu'il commence son enseignement auprès du philosophe Apollonius de Chalcédoine[1].
- 31 mai : un édit d'Hadrien pour lutter contre la famine qui frappe l’Égypte est publié à Alexandrie[1].
- Fin de l'Été/automne (date incertaine) : Hadrien, malade, adopte L. Ceionius Commodus et lui confère le surnom de César, désormais lié à la personne de l’héritier présomptif[1]. Une possible nouvelle conspiration impliquant des sénateurs est démasquée. Hadrien contraint Servianus et Fuscus au suicide pour ne pas qu'ils mettent en danger la succession[2].

- Le roi Pharasman II d'Ibérie persuade les Alains du nord du Caucase d'attaquer l'Albanie du Caucase et l'Arménie. Leurs dévastations atteignent la Médie, et même la Cappadoce. Le roi Parthe Vologèse III pacifie la région par des présents, puis se plaint à Rome de l'action de son client Pharasman, mais est trop occupé par sa rivalité avec Mithridate pour envisager des représailles. Le légat de Cappadoce Arrien contraint les Alains à se retirer. Pharasman devra défendre sa cause à Rome devant Antonin le Pieux, avec succès[3].

- Guerre de Rome contre les Suèves (136-138)[4].

## Décès en 136
- Lucius Iulius Ursus Servianus.
- Gnaeus Pedanius Fuscus.